# Giovanni Battista Fachetti
Giovanni Battista Facchetti, anche noto sotto i cognomi Fachetti , Facchinetti, Brixiensis, figlio del maestro Bertolino, (Brescia, 1475 circa – dopo il 1555), è stato un organaro italiano.

## Biografia
Fachetti risulta essere stato maestro organaro a partire dal gennaio del 1515, quando scrisse al cardinale Ippolito d'Este, firmandosi Johannes Baptista Brixiensis. Magister orga., per l'offerta di costruire un organo nella Chiesa di Santa Maria in Vado a Ferrara. Negli anni seguenti costruì svariati organi in diverse città dell'Italia settentrionale, tra le quali Brescia, Bologna, Modena e Genova. Ma già nel gennaio del 1510 si impegnava a costruire l'organo della chiesa di S. Domenico di Bergamo , con i registri dell'organo di S. Maria Maggiore, pattuendo un compenso di 140 ducati. L'organo veniva consegnato il 9 giugno 1511.
L'elevata qualità e il piacevole suono dei propri organi elevano Fachetti a livello degli Antegnati, celebre famiglia di maestri organari, e fece del bresciano il suo maggior centro d'influenza.

## Elenco degli organi di Giovanni Battista Fachetti (incompleto)
| Collocazione                                  | Anno di costruzione | Ricostruzioni e restauri                                     | Note |
| --------------------------------------------- | ------------------- | ------------------------------------------------------------ | ---- |
| Chiesa di Santa Maria in Vado di Ferrara      | 1515-6              |                                                              |      |
| Chiesa dei Frati di San Giovanni di Brescia   | 1517                |                                                              |      |
| Chiesa di San Michele in Bosco di Bologna     | 1524                |                                                              |      |
| Monastero benedettino di San Pietro di Modena | 1524                |                                                              |      |
| Cattedrale di Piacenza                        | 1539                |                                                              |      |
| Cattedrale di Cremona                         | 1542-7              |                                                              |      |
| Chiesa di San Sisto (Piacenza) di Piacenza    | 1544                |                                                              |      |
| Cattedrale di Genova                          | 1552                | manutenzione ordinaria dell'organo Tommaso Vitani da Brescia |      |
| Basilica di San Benedetto Po                  | 1552                |                                                              |      |